# Nicolae Ivan
Nicolae Ivan (Constanza, Rumanía, 13 de enero de 1975) es un nadador, retirado , especializado en pruebas de estilo libre. Fue medalla de bronce en 100 metros libres durante el Campeonato Europeo de Natación en Piscina Corta de 1996.

## Palmarés internacional
| Campeonato Mundial de Natación en Piscina Corta | Campeonato Mundial de Natación en Piscina Corta | Campeonato Mundial de Natación en Piscina Corta | Campeonato Mundial de Natación en Piscina Corta |
| Año                                             | Lugar                                           | Medalla                                         | Prueba                                          |
| ----------------------------------------------- | ----------------------------------------------- | ----------------------------------------------- | ----------------------------------------------- |
| 1995                                            | Río de Janeiro (Brasil)                         | Medalla de bronce                               | 4 × 100 m libre                                 |
| Campeonato Europeo de Natación en Piscina Corta |                                                 |                                                 |                                                 |
| Año                                             | Lugar                                           | Medalla                                         | Prueba                                          |
| 1996                                            | Rostock (Alemania)                              | Medalla de bronce                               | 100 m libres                                    |